# Brucken genannt Fock

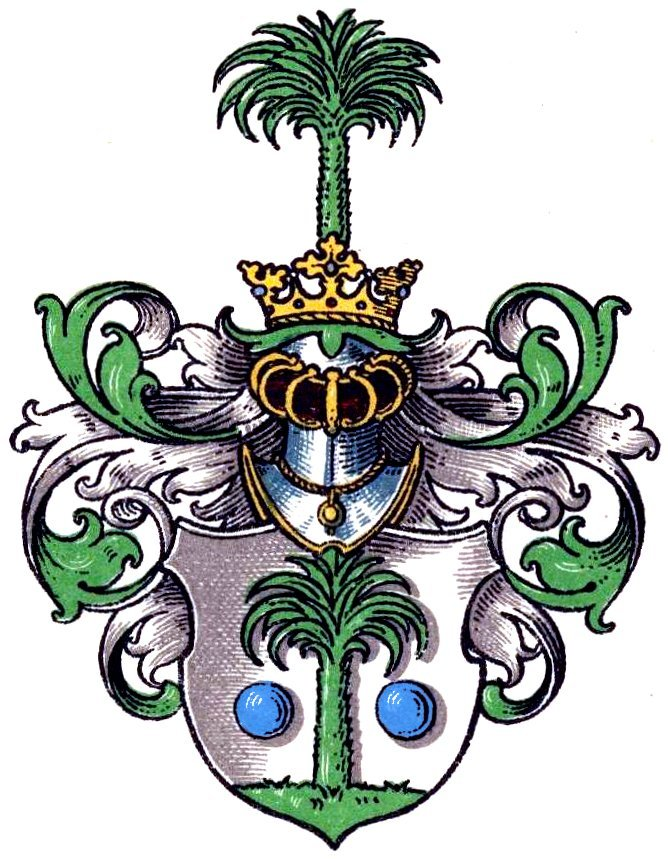
Wappen derer von Brucken gen. Fock im Wappenbuch des Westfälischen Adels

Brucken genannt Fock oder von Brucken gen. Fock ist der Familienname eines deutsch-baltischen Adelsgeschlechts, das seit der Mitte des 17. Jahrhunderts im vormaligen Alt-Livland und späteren Herzogtum Kurland und Semgallen ansässig war. Ihr präziser Ursprung und die Urahnen sind unklar und nicht eindeutig. Sie sollen genealogisch mit dem schwedischen Adelsgeschlecht „von Fock“ verbunden sein.

## Geschichte

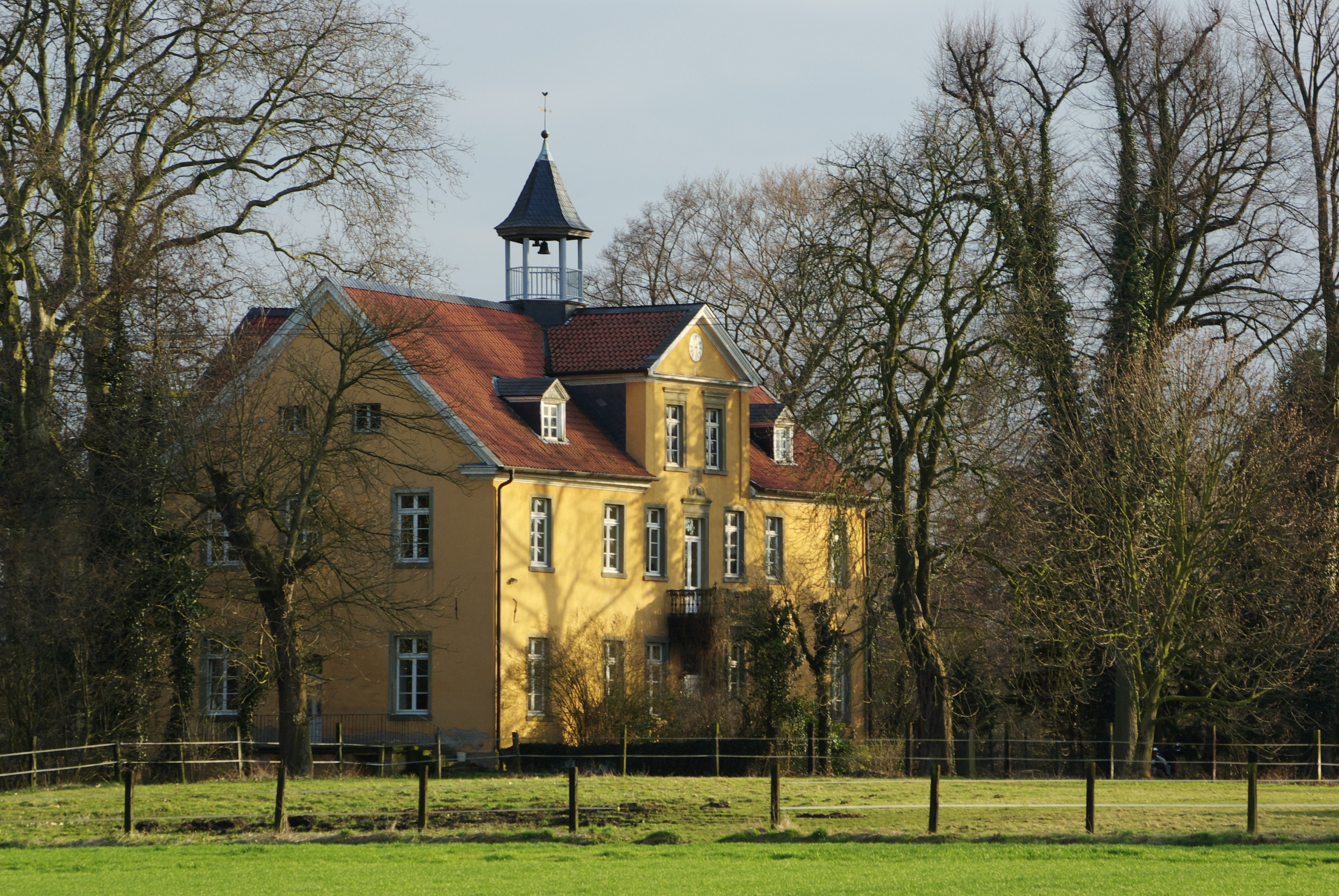
Haus Brüggen in Bönen, Nordrhein-Westfalen

Den historischen Überlieferungen folgend, kamen die Herren von Brucken bereits Mitte des 16. Jahrhunderts auch aus Westfalen in das Alt-Livland. Sehr wahrscheinlich sind dieses die Nachkommen aus dem Haus Brüggen, dem uradeligen Geschlecht der „Ritter to der Brüggen“, zu denen heißt es: „Männer dieses berühmten Adelsgeschlechts aus dem Seseketal zogen einst mit dem Deutschen Orden nach Osten.“ Später gingen Familienmitglieder nach Russland, Preußen und Polen. Ein weiterer Zweig namens Fock war in Schweden ansässig, deren gemeinsamer Ursprung mit den baltischen Focks wird zwar angenommen, ist aber nicht nachweisbar. Die Urahnen der Familie Brucken gehörten zu einer Familie, die bereits 914 den Herzog von Braunschweig gegen den Kaiser Conrad unterstützte.

## Namensgebung

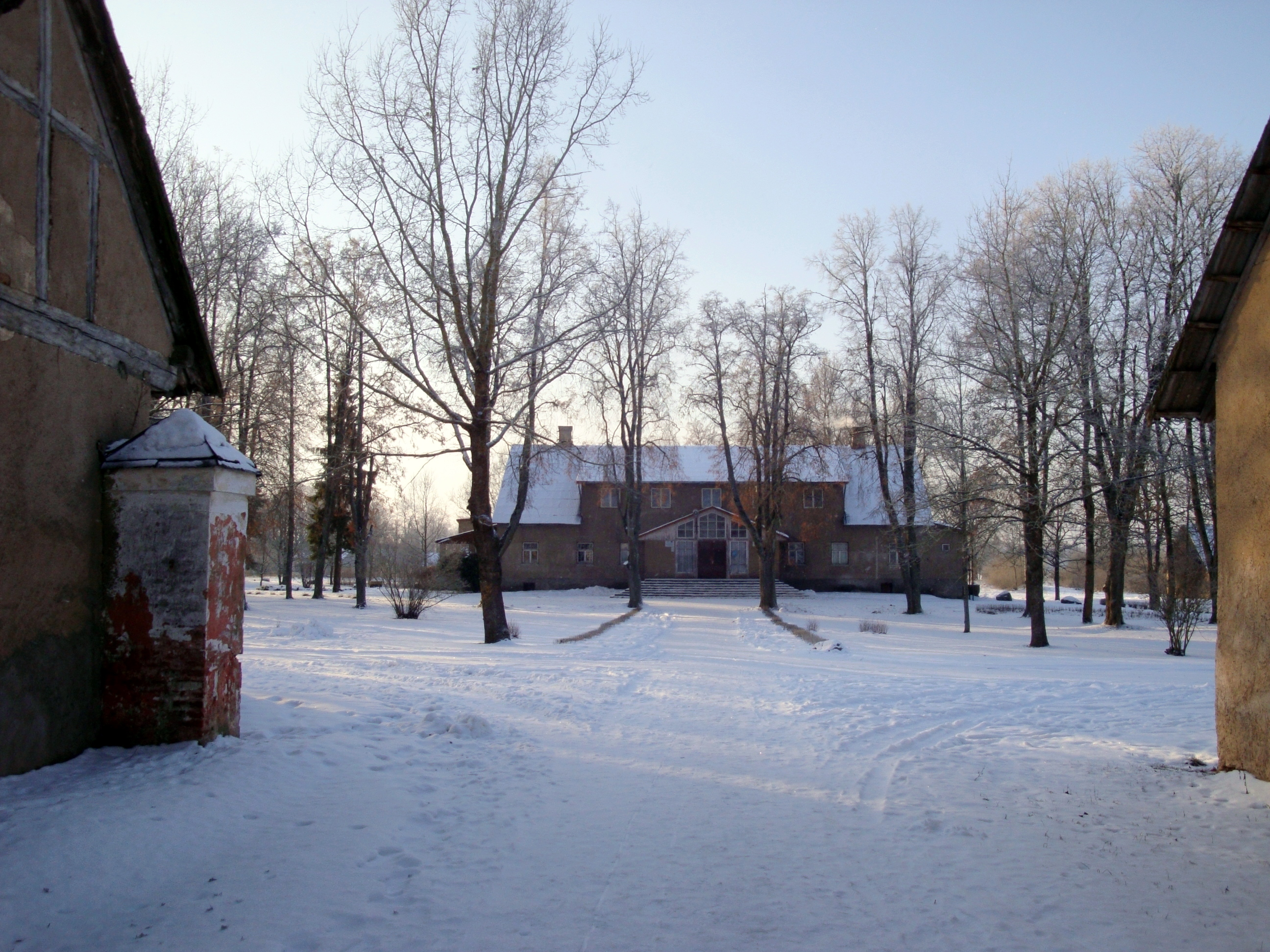
Gut Fockenhof (Bukaišiai)

Nach schriftlichen und mündlichen Überlieferungen heißt es, dass Engelbrecht von Brucken, vom im Baltikum ansässigen Deutschen Orden, den Auftrag erhalten hatte angeworbene Soldaten nach Riga zu verschiffen. Bei der Insel Rügen wurde das Schiff von einem schweren Orkan getroffen und verlor das Steuer und die Schiffsmasten, nur der Fockmast blieb erhalten. Engelbrecht gelang es, nur mit diesem Fockmast, das Schiff, die Mannschaft und die Soldaten in Riga abzuliefern, die dann an der Schlacht an der Seriza (1501–1503) erfolgreich teilnahmen. In Anerkennung seiner Tat und zur Ehrung seines Mutes wurde ihm der Name „genannt Fock“ zugeteilt (siehe hierzu Genanntname). Seit dieser Zeit hießen er und seine Nachkommen „von Brucken genannt Fock“ (auch „von Brucken gen. Fock“). Zudem schenkte ihm der Großmeister des Deutschen Ordens Wolter von Plettenberg († 1535) das, in Kurland gelegene, Allodial-Gut Terpentin, welcher in „Fockenhof“ umbenannt wurde, als freies Eigentum. Als weitere Besitzer war später Otto Hermann von der Howen (1740–1806) vermerkt, der für die „russische Partei“ gewirkt hatte und dafür unter anderem mit Fockenhof belohnt wurde.

## Kurländische und estländische Linie

### Linie Kurland
Eine vollständige Ahnentafel, welche dem Leopold von Zedlitz-Neukirch vorlag und die er im Neuen Preussisches Adels-Lexicon beschrieben hatte, verweist auf Hermann von Brucken, der mit Lucia von Schwarzhoff verheiratet war. Dessen Sohn Engelbrecht von Brucken war mit Margarethe von Blomberg verheiratet, er gilt als der Stammvater der kurländischen Linie und erhielt den Namenszusatz „Fock“. Engelbrechts Enkelsohn, der ebenfalls Engelbrecht (* vor 1632) hieß, wurde Landeshauptmann. Dessen Sohn Georg (* 1637) war königlich schwedischer Major.
Nach überlassenen handschriftlichen Notizen des Heinrich Leopold von Brucken gen. Fock (1724–1803) kehrte Georg von Brucken gen. Fock nach einem siebenjährigen Kriegsdienst nach Kurland zurück. Zwischenzeitlich hatte sein Onkel Gabriel von Brucken den Fockenhof, welcher der Erbhof Georgs war, an den Herzog von Kurland und Semgallen Friedrich Kettler (1569–1642) verkauft. Alle Versuche das Gut wieder zu erwerben, bzw. sein Erbe zurückzubekommen scheiterten. Der Sohn Georgs Christoph Johann von Brucken gen. Fock hatte sich gegen den kurländischen Herzog Ernst Johann von Biron (1690–1772) gestellt und büßte mit einer achtjährigen Gefangenschaft. Zwei Jahre nach seiner Entlassung verstarb er an den gesundheitlichen Folgen der Inhaftierung. Dessen Sohn Christoph Johann (1660–1750) setzte die kurländische Linie fort, während sein älterer Bruder Friedrich Casimir von Brucken gen. Fock (1751–1819) nach Ostpreußen übersiedelte.
Stammfolge
- Hermann von Brucken ⚭ Lucia von Schwarzhoff
  - Engelbrecht (d.Ä.) von Brucken ⚭ Margaretha von Blomberg, er erhielt den Namenszusatz „gen. Fock“, Herr auf Fockenhof
    - Engelbrecht von Brucken gen. Fock (d.J.), Landeshauptmann, Herr auf Fockenhof ⚭ Margathe Krumes
      - Georg von Brucken gen. Fock, Erbherr auf Fockenhof und Saadsen
        - Gabriel von Brucken gen. Fock, er verkaufte Fockenhof an den Herzog von Kurland
        - Engelbrecht von Brucken gen. Fock, Landeshauptmann, Herr auf Lennewaden, Fockenhof und Saadsen
          - Georg von Brucken gen. Fock (* 1637), schwedischer Major
            - Christoph Johann von Brucken gen. Fock (* zwischen 1642 und 1702), 1718 kurländischer Delegierter in Warschau
              - Christoph Johannes „Christopher“ von Brucken gen. Fock (1660–1750), Hauptmann in der Polnischen Armee ⚭ Christine von Tiesenhausen
              - Heinrich Leopold von Brucken gen. Fock (1724–1803), Assessor in Selburg
                - Friedrich Johann von Brucken gen. Fock, Herr auf Gut Marren (siehe Besitzungen)

              - Friedrich Casimir von Brucken gen. Fock (* 1751 in Klein-Gramzow (Brandenburg); † 1819 in Barranowen (Ostpreußen)), Hauptmann in der preußischen Armee, Gründer des preußischen Zweiges ⚭ Julie Gräfin Lehndorff
                - Heinrich Ernst von Brucken gen. Fock (1759–1829), kaufte das Gut Stücken (siehe Besitzungen)
                  - Heinrich Friedrich von Brucken gen. Fock (1801–1872), preußischer Oberregierungsrat, Politiker[8]

              - Agnes Elisabeth von Brucken gen. Fock (1718–1784), Herrin auf Rempten und Cappeln, verw. Recke, verw. Medem

### Linie Estland
Andererseits wird die Herkunft der von Brucken gen. Fock auf das Geschlecht „von Fock“ aus dem Hause Kollota oder Fockenhof (siehe Besitzungen) in Estland zurückgeführt. Am 30. August 1651 erhielten die Brüder Märten, Heinrich und Gideon Fock die Naturalisation als schwedische Edelleute. Sie wurden 1745 in die Estländische Ritterschaft immatrikuliert. Sie konnten ihren Adelsstand am 8. Februar 1745 aus schwedischen Zeiten nachweisen, waren aber ansonsten ein altadliges Geschlecht aus Westphalen, welches zu Zeiten des Deutschen Ordens eingewandert war. Die Ahnenreihe begann mit Georg Fock aus dem Hause Brügge, er war Drost und Herr zu Löwenburg (So schreibt Rehbinder in seiner Matrik. S. 197 beide Namen: vielleicht sollten sie Brüggen und Löwenberg oder Leuenberg heißen). Georg Fock wird bei Hupel als der wahrscheinliche Stammvater des kurländischen Zweiges der Focks erwähnt. Dieser nannte sich in Kurland „von Brucken genannt Fock“, sei aber nicht in der kurländischen Adelsmatrikel verzeichnet.

## Wappen
Auch bei den Familienwappen wird zwischen den kurländischen und estländischen Abstammungen unterschieden, der schwedische Zweig führte das estländische Wappen.

### Wappen Kurland

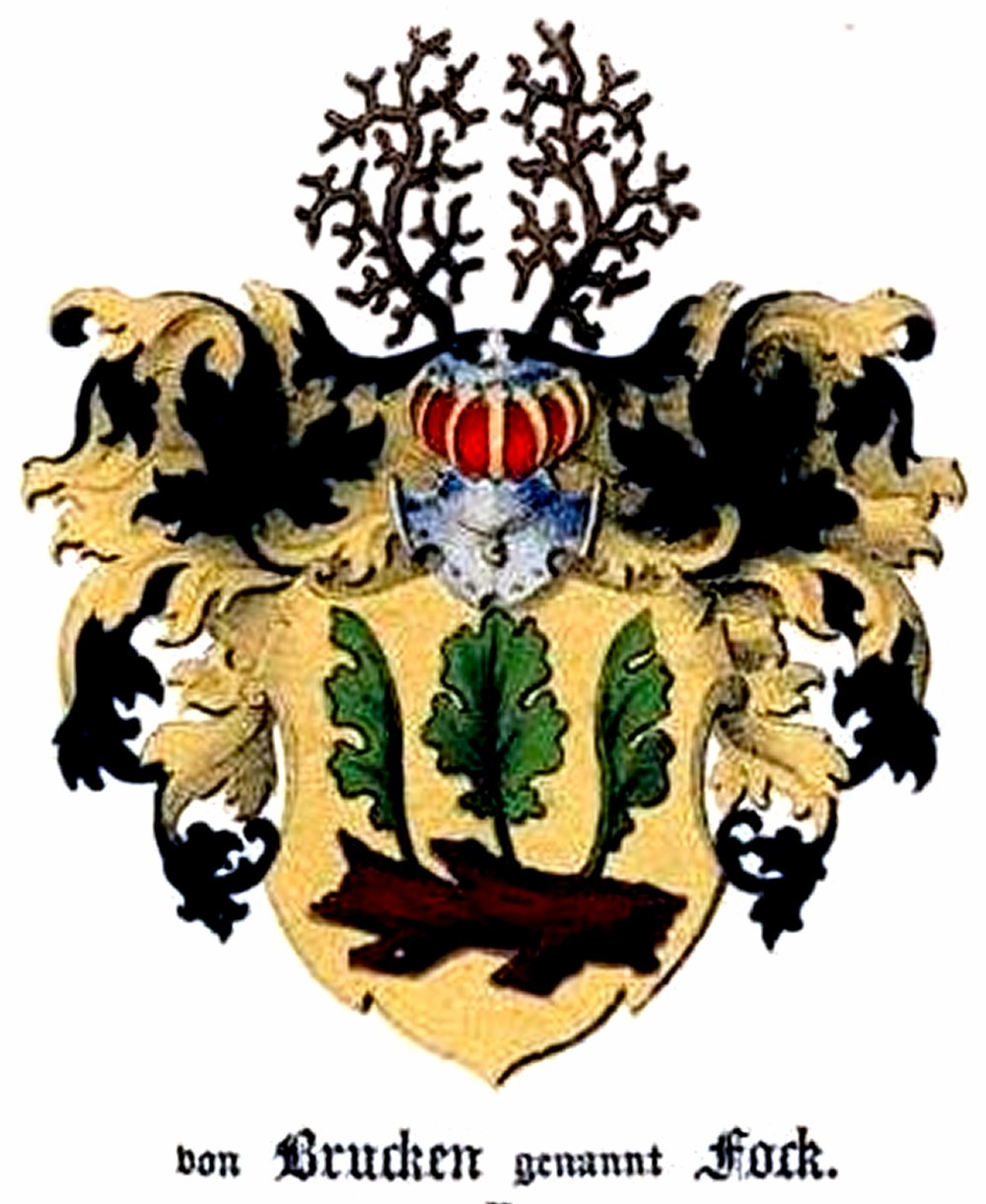
Familienwappen derer von Brucken genannt Fock

Im Baltischen Wappenbuch wird das Wappen wie folgt blasoniert: Ein als angebrannt liegender, oben und unten abgebrochener Eichstamm, mit verhauenen Ästen und 3 ausgeschossenen bestielten grünen Blättern, im goldenen Feld, auf dem Helm erheben sich 2 verdorrte Äste, die Helmdecken sind schwarz und golden.

### Wappen Estland

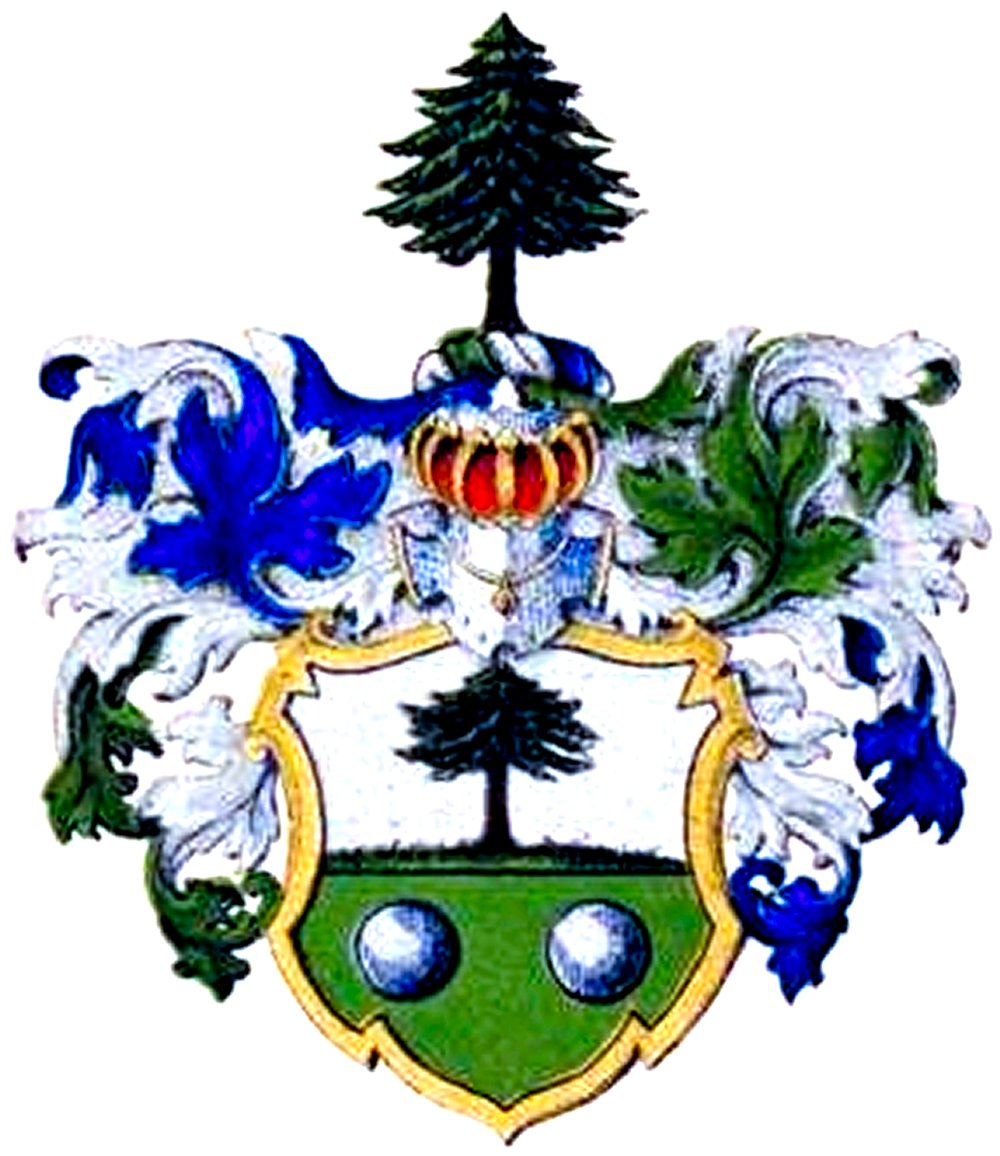
Familienwappen der estländischen Brucken gen. Fock und des schwedischen Adelsgeschlechts „von Fock“

Gemäß dem schwedischen Wappenbuch lautet die Blasonierung: Ein geteilter Schild, oben ein ausgerissener Baum, im silbernen, unten 2 nebeneinander liegende silberne Bälle oder Kugeln im grünen Feld, auf dem Turnierhelm zeigt sich ein hervorwachsender Baum, die Helmdecke ist Blau, mit Gold und Silber abwechselnd unterschlagen. Dieses Wappen wurde von der schwedischen Adelsfamilie von Fock weitergeführt.

## Niederländische Brucken Fock
Das niederländische Patriziergeschlecht Brucken Fock führt ein vereinigtes Wappen. Linksseitig ist es mit dem kurländischen Wappen der Adelsfamilie Brucken gen. Fock vereinigt, es bestehen jedoch keine auffindbaren genealogischen Verbindungen.

## Weitere Persönlichkeiten
Hermann Friedrich von Brucken gen. Fock (1. März 1740 – 15. März 1795) war ein Brigadier in der Kaiserlich-russischen Armee und Oberbefehlshaber in Taurien ⚭ Agnes Constanze von Butlar (1752–1806). Sie lebten in Talsi.

## Besitzungen
Sowohl die Familie „Brucken gen. Fock“ als auch die Familie „von Fock“ hatten im Baltikum Besitzungen, die teilweise in unterschiedlichen Zeitabständen von beiden Linien im Besitz waren.

### Gut Kollota
Im 16. Jahrhundert entstand im Dorf Kollota (heute Teil von Voka alevik), welches erstmals 1586 erwähnt wird, das Gut Fockenhof, anfangs auch nur Kollota genannt. Zur Schwedenzeit war es im Besitz des Johann Fock. 1781 kaufte es die Engländerin Elizabeth Chudleigh. Gut Chudleigh, wie es nach seiner Besitzerin genannt wurde, gehörte in der ersten Zeit der schwedischen Herrschaft dem Jürgen Müller, dann dem Narvaschen Ratsherrn Johann Fock und blieb im Besitz dieser Familie, nach der es seitdem Fockenhof genannt wurde, bis zum Beginn der russischen Zeit. Chudleigh starb 1788, danach gehörte das Gut bis 1909 der Familie von Wilcken. 1919 war es im Besitz des Arthur von Kirschten.

### Rittergut Marren
Marren in Kurland war zuletzt ein Grotthuss'scher Besitz, das Herrenhaus war ein um 1750 erbautes Haus von ungewöhnlicher Breite und einem dementsprechenden mächtigen Dach, zu dem der zweiachsige Barockgiebel in keinem rechten Verhältnis stand. Es war schon zur Ordenszeit im 16. Jahrhundert ein Besitz der von Buchholtz und blieb es bis 1783, in welchem Jahr es aus dem Konkurse des Christoph Nikolaus v. Buchholtz dem Landhofmeister Johann Ernst von Klopmann zugesprochen wurde. Dessen Erben verkauften Marren 1789 an Heinrich Leopold v. Brücken gen. Fock. Sein Sohn Peter und sein Enkel Julius besaßen es bis 1850. Christoph Fock verkaufte Marren 1800 an Elisabeth Baronin Stackelberg, geb. Korff.

### Gut Stücken

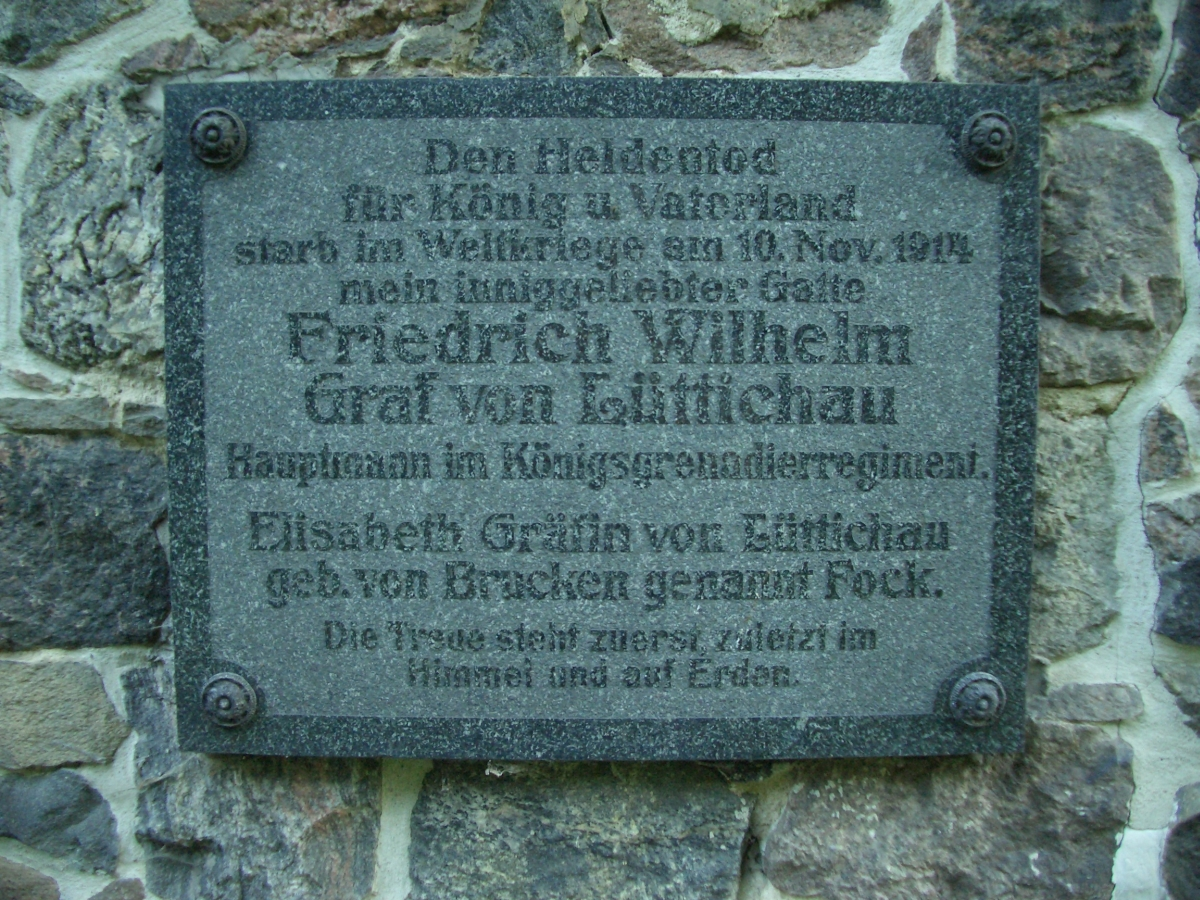
Gedenktafel in der Stückener Kirche für Graf von Lüttichau

Zwischen 1412 und 1945 ist in Stücken, einem Dorf im Landkreis Potsdam-Mittelmark in Brandenburg, ein Gutshof nachgewiesen. Mit dem Kauf des Gutes im Jahre 1797 durch Heinrich Ernst von Brucken, gen. Fock, begann das fast 150-jährige Besitztum der von Bruckens. Der Sohn des Heinrich Ernst von Brucken, Heinrich Friedrich von Brucken starb 1872 kinderlos. So fiel der etwa 386 ha große Gutsbesitz an den aus Russland stammenden Baron Louis von Brucken und seiner Ehefrau Anna, geborene Baronin Rahden. Aus dieser Ehe stammten die Kinder Günther, Elisabeth und Lucie. Lucie heiratete den Militärschriftsteller Joachim von Goertzke. Elisabeth heiratete Friedrich Wilhelm Graf von Lüttichau, der 1914 im Ersten Weltkrieg starb. Der älteste Sohn Günther, nach Abiturabschluss auf der Ritterakademie Brandenburg und Musikstudium auch als Konzertmusiker tätig, übernahm wohl erst nach 1923 das inzwischen 416 ha große Rittergut. 1928 wurde das Gut, wie überall in Brandenburg nach den Auflagen der Kommunalverfassung, mit dem Dorf Stücken vereint. 1945 wurde Baron Günther enteignet und lebte weiterhin im Dorf Stücken. Später übersiedelte er nach Westberlin, wo er 1959 verstarb.

### Weitere Besitzungen
Im Besitz der Familie waren darüber hinaus: Zabelhof, Raftermünde, Hohenberg, Entenhof, Remten, Cappeln, Neuhof, Sasserten, Klahn, Bambertshof, Wolgund, Badenhof.